# تیم ملی والیبال مردان عراق

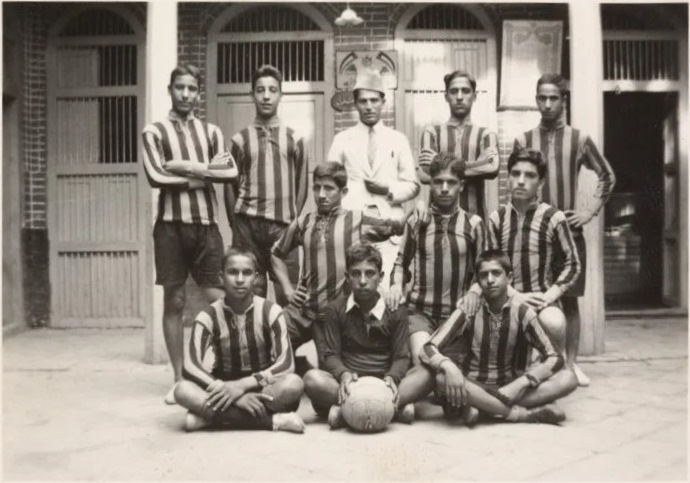
تیم ملی والیبال مردان عراق

تیم ملی والیبال مردان عراق نماینده عراق در تونمنت های بین المللی و دوستانه است. این تیم در آخرین رده بندی جهانی در رتبه ۱۳۶ام قرار دارد.عراق در قهرمانی آسیا ۱۹۸۹ به مقام هفتم دست یافت.

## منبع
1. ↑  FIVB World Rankings
2. ↑  IRAQI VOLLEYBALL FEDERATION